# 20581 Prendergast
20581 Prendergast è un asteroide della fascia principale. Scoperto nel 1999, presenta un'orbita caratterizzata da un semiasse maggiore pari a 2,5720230 UA e da un'eccentricità di 0,1482197, inclinata di 2,98690° rispetto all'eclittica.